# Салватор Роза
Салватòр Рòза (на италиански: Salvator Rosa; 22 юли 1615, Неапол – 15 март 1673, Рим) е италиански художник, гравьор и поет от Епохата на барока. Той е активен както в родния си град, така и в Рим и Флоренция.

## Биография

### В Неапол
Салватор Роза е роден през 1615 г. в Аренела – село близо до Неапол (по-късно включено в града), в семейството на Джулия Грека Роза и геодезиста Вито Антонио де Роса. Роса бива изпратен да учи в метоха на отците Комаски, с цел да стане адвокат или свещеник. Въпреки това младият Салватор в този период започва да проявява своите художествени наклонности и отива да учи рисуване при чичо си по майчина линия Паоло Греко. След завършване на чиракуването при Греко, той продължава обучението си при Аниело Фалконе и Хосе де Рибера, където заедно с приятелят си Мико Спадаро рисуват главно битки, пейзажи и жанрови сцени.
Точно по времето, в което Салватор Роза посещава ателието на Аниело Фалконе, произведенията на младия художник биват забелязани от Джовани Ланфранко, който му предлага да се премести в Рим. В папския град Салватор Роза бива приет в школата на Бамбочанти, където под влиянието Питер ван Лаер рисува картината „Пейзаж с бандити“. По-късно обаче художникът отрича жанра, осъждайки го в презрителна сатира.
След кратък престой в Рим художникът се връща отново в Неапол, където рисува картини с пейзажи и весели, романтични сцени, които продава на ниски цени. Дълго време остава в сянката на известните по това време неаполитански художници Батистело Карачоло, Белизарио Коренцио и Хосе де Рибера.

### В Рим
През 1638 г. Салватор Роза се установява за постоянно в Рим, под протекцията на влиятелния кардинал Франческо Мария Бранкачо, приятел на Барберини и любител на изкуството и театъра.  Бранкачо е назначен за епископ на Витербо и поръчва на художника да нарисува картината „Тома неверни“ за църквата „Сан Томазо“ в град Витербо, която е първото му произведение с библейска тематика.
В Рим сред грандиозна, но безмилостна среда, Салватор Роза успява да се запознае с картини на Рибера и Караваджо. Благодарение влиянието на Клод Лорен, Никола Пусен и Пиетро Теста художникът променя своя стил към по-класически.
Освен уменията си на художник, Роза притежава широк спектър от интереси, които включват писане и театър. По време на актьорската си кариера, той често прави опити в сатирата, като не пропуска да се подиграе с гения в Барока Джовани Лоренцо Бернини. Именно заради разногласията, възникнали с брилянтния бароков герой на Рим, а също така воден от неуспеха да се присъедини към Академията на Сан Лука, Салватор Роза през 1640 г. решава да се премести във Флоренция.
Салватор Роза свързва името си и с вид рамка за картина, изработена от меко дърво, позлатено с чисто злато и с просто и линейно оформление.

### Във Флоренция
Във Флоренция Салватор Роза е приет от Джовани Карло де Медичи. Същият построява „Театър дела Пергола“, открит през 1657 г., и покровителства Академията на Неуморните, основана от Роза. В Академията се организират вечери, в които се рецитират сатири и комедии. Благодарение на тази си активност Роза успява да се запознае с уважавани личности, свързани с флорентинския елит и литературен свят. Сред тях са драматургът Джован Батиста Ричарди и богатият буржоа Карло Джерини, който купува няколко творби на художника („Късмет“, „Селва философ“, „Крейт изхвърля парите си в морето“, „Борба с турчин“, „Тицио“).
Роза пише „Сатириците“ в терцини, в които се застъпва за картини с литературно-философско вдъхновение.
В града на Медичите Салватор Роза среща Лукреция – жената, която остава до него през целия му живот. Художникът рисува своята спътница в живота изобразена като поетеса („Лукреция като поетеса“).
Във Флоренция Роза създава картини с вмъкнат езотеричен и магнетичен тон, съчетавайки влиянието от детството в Неапол, където вкусът към мрачното и магическото е силно вкоренено.

### Последни години
През 1650 г. Роза отново се връща в Рим, където, имайки предвид флорентинския опит, решава да остане свободен от връзки и придворна зависимост, стигайки дотам, че отказва поканите отправени му от императора на Австрия и краля на Франция. По този начин той е принуден да се посвети на създаването и продажбата на картини, изобразяващи битки и пейзажи, теми, които, макар и силно презирани от художника, имат голямо търсене.
Наясно с потенциала на пряката връзка с обществеността, в папския град творецът не пропуска да покаже картините си, участвайки в изложбите, организирани в църквата „Сан Джовани Деколато“ и в Пантеона. Твърд в намерението си да избяга от ограниченията, които биха могли да повлияят на изкуството му, той не приема нито заявки, нито комисионни, остава независим, определящ сам темата и цената на творбите си.
Салватор Роза умира в Рим на 15 март 1673 г. и е погребан в гробницата построена от сина му Аугусто, в базиликата „Санта Мария дели Анджели“.
През 1939 г. италианският филмов режисьор Алесандро Блазети създава филма „Едно приключение на Салватор Роза“.
Легенда гласи, че останките на художника са откраднати и транспортирани до Сант'Анджело, където са положени заедно с останките на Доменико Фонтана.

## Картини на Салватор Роса
- Героична битка
Лувър
Париж
- Скалист пейзаж с ловец
Лувър
Париж
- Самуел се явява на Саул
Лувър
Париж
- Одисей и Наусика
Ермитаж
Санкт Петербург
- Демокрит и Протагор
Ермитаж
Санкт Петербург
- Блуден син
Ермитаж
Санкт Петербург
- Сбогуване на Астрая с овчарите
Музей на историята на изкуството
Виена
- Римска битка
Музей на историята на изкуството
Виена
- Каещият се Вилхелм фон Малевал
Музей на историята на изкуството
Виена
- Астрея напуска земята
Музей на историята на изкуството
Виена
- Разпятие на Поликлеитос
Национален музей във Варшава
Варшава
- Питагор и рибарите
Берлинска картинна галерия
Берлин
- Руини в скалист пейзаж
Художествен музей Кливланд
Кливланд
- Сцена от гръцката история
Художествена галерия на Южна Австралия
Аделаида
- Изглед към залива на Салерно
Прадо
Мадрид
- Откриването на Мойсей
Художествен институт,
Детройт
- Пристанище с руини
Музей за изящни изкуства (Будапеща)
Будапеща
- Морски пейзаж с кули
Палацо Пити
 Флоренция